# SV 1909 Arnstadt
SV 1909 Arnstadt was een Duitse voetbalclub uit Arnstadt, Thüringen.

## Geschiedenis
De club werd opgericht in 1909 en was aangesloten bij de Midden-Duitse voetbalbond. De club promoveerde in 1921 naar de tweede klasse van de Kreisliga Thüringen. Na een plaats in de middenmoot werd de club in 1923 groepswinnaar en kon via de eindronde promotie afdwingen. De Kreisliga werd echter ontbonden en de club promoveerde zo naar de heringevoerde Gauliga Nordthüringen. Na één seizoen degradeerde de club echter, maar beperkte de afwezigheid bij de elite, waar ook stadsrivaal BC 07 Arnstadt speelde, tot één seizoen. De club eindigde altijd in de middenmoot en kon nooit in de top vijf eindigen. 
In 1933 kwam de NSDAP aan de macht in Duitsland en zij herstructureerden het voetbal. De Midden-Duitse bond en zijn 24 competities werden ontbonden en vervangen door de Gauliga Mitte en Gauliga Sachsen. Enkel de top twee uit Noord-Thüringen plaatste zich en de nummers drie en vier voor de Bezirksklasse Thüringen. Als achtste in de stand bleef de club in de Noord-Thüringse competitie die nu als Kreisklasse Nordthüringen de derde klasse werd. In 1942 werd de club kampioen en promoveerde naar de Bezirksklasse, waar ze voorlaatste werden. Na dit seizoen werd de Bezirksklasse ontbonden en vervangen door de verder opgedeelde Kreisklasse.
Na de Tweede Wereldoorlog werden alle Duitse voetbalclubs ontbonden. De club werd niet meer heropgericht. Stadsrivaal BC 07 Arnstadt zou in 2009 fuseren met SV Arnstadt Rudisleben en nam zo de naam SV 09 Arnstadt aan die evenwel niets met de oude club te maken heeft.